# 民主共和党 (大韩民国)
民主共和党（：／ Minju Gonghwadang），简称共和党（／ Gonghwadang），是大韩民国的一個保守主義、法團主義及民族主義政黨，在整個第三共和國以及第四共和國大部份時期為韓國執政黨。該黨於1963年2月26日正式成立，是國家重建最高會議議長朴正熙的所屬政黨，其後隨他當選總統並多次連任而長期作為執政黨，直到1980年10月27日在全斗煥統治時期下解散。

## 歷史

### 創黨背景
1960年四一九革命後，長期實行威權統治的首任總統李承晚辭職流亡海外，第一共和國時期宣告結束。然而，第二共和國的成立並沒有為韓國帶來穩定局面，執政民主黨內部派系間的紛爭不斷，使得社會動盪與矛盾日益嚴重，經濟狀況更每況愈下。在這種動盪局勢下，朴正熙少將及其侄女婿金鍾泌中校為首的少壯派軍官開始考慮發動軍事政變以打破現狀。
1961年5月16日，朴正熙、金鍾泌等一眾軍官發動五一六軍事政變，建立國家重建最高會議軍政府，國會及地方議會被解散、政黨與社會團體被禁止活動，由軍事革命委員會代行國家機關職能。最高會議承諾盡快恢復文官政府。1962年12月26日，韓國實施憲法修正，制定了集中總統權力的《第三共和國憲法》：政治體制由議會制恢復為總統制，總統經由公民直接選舉選出；將國會由兩院制改為一院制。1963年初，最高會議議長、代總統朴正熙公佈《政黨法》，宣佈恢復總統制，並準備舉行總統及國會選舉以歸還民政。2月26日，剛卸任中央情報部長不久的金鍾泌為籌備競選，以傳承五一六軍事革命精神及世代交替為創黨理念，建立了民主共和黨。

### 1963年選舉

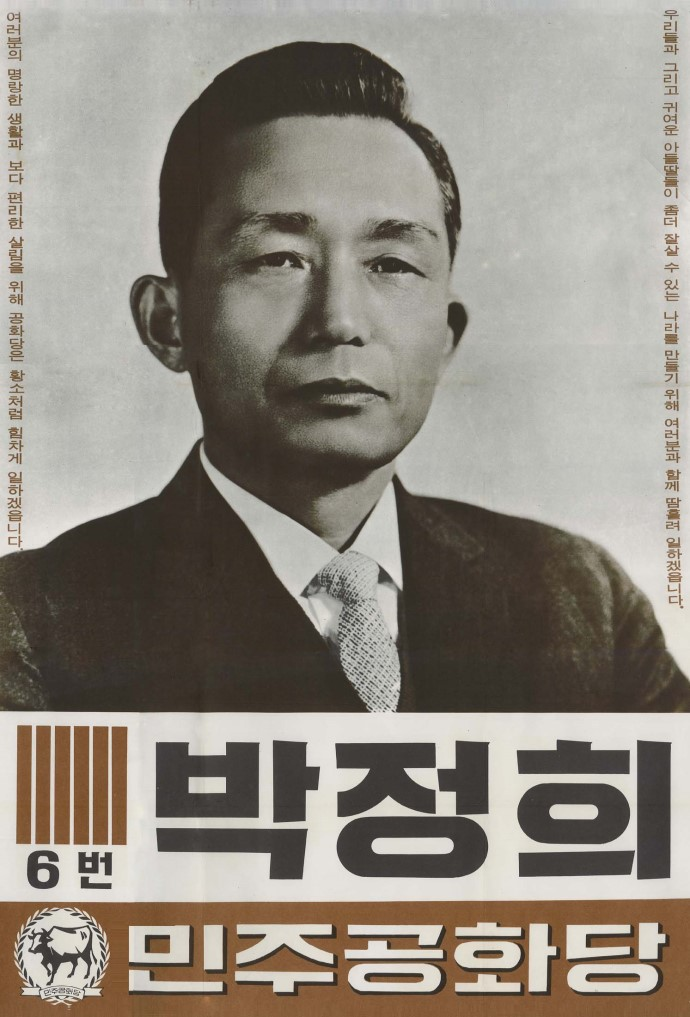
1963年總統選舉中印有民主共和黨候選人朴正熙肖像的宣傳海報

1963年7月27日，國家重建最高會議發佈《七二七聲明》，重申承諾恢復文官政府，並預期於10月舉行總統選舉、11月舉行國會選舉。8月30日，最高會議議長、代總統朴正熙正式加入民主共和黨，並於次日獲黨內推舉為該黨總裁及總統候選人；金鍾泌則擔任該黨議長，負責黨務工作。
10月9日，民政黨總統候選人、前總統尹潽善到安東進行競選活動。當日，尹潽善在現場8,000多名聽眾面前聲稱民主共和黨是「共產黨間諜拿共產黨資金、按照共產主義方式組織的共產主義政黨」。他又質疑，「北傀的貿易副相黃太成帶了20萬美元南下，金鍾泌邀請他到飯店，黃太成在漢城設立了五所封閉式教育中心，以共產主義方式組織的共和黨怎麼可能是民主政黨？」、「共和黨既不是保守主義政黨，亦不是信仰民主的政黨。」尹潽善這番爭議言論令接近最後階段的總統選舉選情變得白熱化。
10月15日，民主共和黨候選人朴正熙在總統選舉中以46.65%對45.10%的得票率擊敗民政黨候選人、前總統尹潽善，成功當選總統。11月，剛成立九個月的民主共和黨便在國會選舉裡贏得國會175個議席中的110席，佔總議席超過60%。自此，民主共和黨一躍成為執政黨。

### 執政時期
從1961年發動五一六軍事政變、1963年當選總統，直到1979年遇刺身亡為止，朴正熙任職總統16年，總掌權時間達18年。他掌權後將發展經濟列為頭等大事，按照韓國國情先後開展韓國經濟開發五年計劃、新鄉村運動等各種改革。在其領導下，民主共和黨見證了稱為「漢江奇蹟」的經濟騰飛、法團主義及發展主義時期。在此期間，韓國從一個以農業為主的貧窮國家一躍蛻變為一個中等發達國家及新興工業化國家，與台灣、香港、新加坡三個亞洲經濟體一同被譽為「亞洲四小龍」。由該黨開創的國家與財閥力量的結合至今仍植根於韓國經濟體系的基礎之中。
民主共和黨的主要對手是統合了在野民主派各大勢力而成的最大在野黨——新民黨。1967年總統選舉，新民黨推派前總統尹潽善為候選人，結果民主共和黨候選人朴正熙以51.44%的得票率再次擊敗尹潽善，順利連任總統。1971年總統選舉，新民黨推派國會議員金大中作為候選人參選，民主共和黨候選人朴正熙以53.20%的得票率擊敗金大中，再次連任總統。

#### 三選改憲、四八抗命與肅黨
總統朴正熙隨著1967年再度當選而展開第二個任期。然而，根據《第三共和國憲法》第69條第3款，總統只可連任一次（最多任職兩屆任期），這個限制將使他在1971年任期屆滿後不能再次參選。為了尋求第三個任期，總統朴正熙開始著手預備修憲，即三選改憲。
1969年4月7日，新民黨在國會全體會議上以「文教部行政失敗」與「在第68屆臨時國會上的暴言」為由，提出彈劾文教部長權五柄的議案。4月8日，該彈劾案於152名議員在席（民主共和黨100人、新民黨41人、政務會11人）的情況下，最終以89票贊成、53票反對、3票棄權獲通過。事後，民主共和黨總裁朴正熙下達指示，要求在一週內徹底查明黨內暗中倒戈幫助新民黨的人，「即使人數多達幾十人，亦要毫不留情地處分。」4月15日，按照總裁朴正熙的指示，楊淳稙、芮春浩、朴鍾泰、鄭泰成及金達洙議員在黨員大會上被開除黨籍。7月12日，包括中央委員11人、地區黨副委員長4人在內，共93名不服從黨命的黨員被開除黨籍。
四八抗命的根本原因是民主共和黨內出現對三選改憲的反對勢力，而開除黨籍則是相應的肅黨措施，為修憲掃除來自黨內的阻力。經過此事件後，該黨內部達成支持三選改憲的方針，並從6月起接受支持修憲的簽名。9月14日，憲法修正案獲國會通過，其中《憲法》第69條第3款改為總統可連任兩次（最多任職三屆任期），總統朴正熙得以再一次競選總統。
1971年，總統朴正熙三度當選，展開其第三個任期。

#### 維新體制
1972年10月17日，總統朴正熙發動自我政變。他以需要改革現有體制為由，宣佈對全國實施非常戒嚴令、現行憲法作廢、解散國會。國務會議隨後將這場自我政變統一命名為十月維新。10月27日，總統朴正熙頒佈《第四共和國憲法》（即《維新憲法》），推行了許多專制的中央集權措施：總統改由統一主體國民會議以間接選舉選出；廢除總統連任限制；總統具有緊急措施權、解散國會權等超憲法權力，亦有權直接任命三分之一的國會議員及法官。維新體制使民主共和黨的政治權力得到前所未有的強化，在接下來的八年裡，韓國基本上形同一個由民主共和黨統治的一黨制國家。
1979年10月26日，朴正熙總統遭刺殺身亡，代總統崔圭夏宣佈次日起對全國大部份地區實施非常戒嚴令。12月12日，全斗煥少將及盧泰愚少將為首的一心會軍官發動雙十二政變奪取政權。

### 五一七戒嚴與解散
1980年5月17日，總統崔圭夏在全斗煥等新軍部成員影響下宣佈延長非常戒嚴令並擴大戒嚴範圍至全國、禁止一切政治活動、國會中斷運作。10月27日，民主共和黨解散。
1981年1月23日，未受總統全斗煥此前公佈的《政治風土刷新特別措置法》所限制的前黨員組建韓國國民黨，在名義上繼承了民主共和黨，但其政黨財產及政治地位實際上由總統全斗煥所屬的民主正義黨繼承。除了經濟方針略有不同外，民主正義黨在憲法願景上與該黨相似，執政風格亦跟前總統朴正熙接近，被視為民主共和黨的精神繼承者。儘管自1980年代末至90年代初韓國民主化以來，韓國保守派倡導的政策發生了重大變化，大國家黨及其後續政黨仍被許多人視為民主共和黨在當代的繼承者。

## 黨務組織

### 歷任總裁
| 民主共和黨總裁 |        |              |                |                |
| 任次           | 姓名   | 職銜         | 就任日期       | 離任日期       |
| 1              | 鄭求瑛 | 總裁         | 1963年2月26日  | 1963年8月31日  |
| 2              | 朴正熙 | 總裁         | 1963年8月31日  | 1965年12月27日 |
| 3              | 朴正熙 | 總裁         | 1965年12月27日 | 1979年10月26日 |
| 臨時           | 朴浚圭 | 總裁權限代行 | 1979年10月26日 | 1979年11月12日 |
| 4              | 金鍾泌 | 總裁         | 1979年11月12日 | 1980年7月3日   |
| 臨時           | 丁來赫 | 總裁權限代行 | 1980年7月3日   | 1980年10月27日 |

### 歷任副總裁
| 民主共和黨副總裁 |        |        |               |                |
| 任次             | 姓名   | 職銜   | 就任日期      | 離任日期       |
| 1                | 金鍾泌 | 副總裁 | 1971年3月18日 | 1973年3月8日   |
| 2                | 張坰淳 | 副總裁 | 1980年3月27日 | 1980年10月27日 |

### 歷任黨議長
| 民主共和黨議長 |        |                |                |                |
| 任次           | 姓名   | 職銜           | 就任日期       | 離任日期       |
| 1              | 金貞烈 | 議長           | 1963年2月26日  | 1963年4月22日  |
| 臨時           | 尹致暎 | 臨時議長       | 1963年5月2日   | 1963年5月27日  |
| 2              | 尹致暎 | 議長           | 1963年5月27日  | 1963年12月2日  |
| 3              | 金鍾泌 | 議長           | 1963年12月2日  | 1964年6月5日   |
| 臨時           | 鄭求瑛 | 議長署理       | 1964年6月8日   | 1964年12月28日 |
| 4              | 鄭求瑛 | 議長           | 1964年12月28日 | 1965年8月26日  |
| 5              | 金鍾泌 | 議長           | 1965年12月27日 | 1968年5月30日  |
| 6              | 尹致暎 | 議長署理       | 1968年6月5日   | 1970年12月26日 |
| 臨時           | 白南憶 | 議長署理       | 1970年12月26日 | 1971年3月17日  |
| 7              | 白南憶 | 議長           | 1971年3月17日  | 1972年7月24日  |
| 8              | 丁一權 | 議長署理       | 1972年7月26日  | 1973年3月8日   |
| 9              | 李孝祥 | 議長署理       | 1973年3月8日   | 1979年2月19日  |
| 10             | 朴浚圭 | 議長署理       | 1979年2月19日  | 1979年11月14日 |
| 臨時           | 金鍾泌 | 總裁兼議長代行 | 1979年11月14日 | 1970年3月31日  |
| 11             | 全禮鎔 | 議長署理       | 1980年4月3日   | 1980年10月27日 |

## 主要選舉紀錄

### 總統選舉
| 年度   | 選舉  | 候選人 | 得票      | 得票率 |  | 結果 |
| ------ | ----- | ------ | --------- | ------ |  | ---- |
| 1963年 | 第5屆 | 朴正熙 | 4,702,640 | 46.65% |  | 當選 |
| 1967年 | 第6屆 | 朴正熙 | 5,688,666 | 51.44% |  | 當選 |
| 1971年 | 第7屆 | 朴正熙 | 6,342,828 | 53.20% |  | 當選 |
| 1972年 | 第8屆 | 朴正熙 | 2,357     | 99.92% |  | 當選 |
| 1978年 | 第9屆 | 朴正熙 | 2,577     | 99.85% |  | 當選 |

### 國會選舉
| 年度   | 選舉   | 贏得議席  | 區域得票數 | 區域得票率 | 區域議席  | 比例得票數     | 比例得票率     | 比例議席     | 總統推薦議席 | 選舉結果          | 領袖   |
| ------ | ------ | --------- | ---------- | ---------- | --------- | -------------- | -------------- | ------------ | ------------ | ----------------- | ------ |
| 1963年 | 第6屆  | 110 / 175 | 3,112,985  | 33.48%     | 88 / 131  | 制度未採兩票制 | 制度未採兩票制 | 22 / 44      | 尚未設立     | 新政黨； 第一大黨 | 朴正熙 |
| 1967年 | 第7屆  | 129 / 175 | 5,494,922  | 50.62%     | 102 / 131 | 制度未採兩票制 | 制度未採兩票制 | 27 / 44      | 尚未設立     | ▲ 19席； 第一大黨 | 朴正熙 |
| 1971年 | 第8屆  | 113 / 204 | 5,460,581  | 48.77%     | 86 / 153  | 制度未採兩票制 | 制度未採兩票制 | 27 / 51      | 尚未設立     | ▼ 16席； 第一大黨 | 朴正熙 |
| 1973年 | 第9屆  | 146 / 219 | 4,251,754  | 38.68%     | 73 / 146  | 比例議席廢除   | 比例議席廢除   | 比例議席廢除 | 73 / 73      | ▲ 33席； 第一大黨 | 朴正熙 |
| 1978年 | 第10屆 | 145 / 231 | 4,695,995  | 31.70%     | 68 / 154  | 比例議席廢除   | 比例議席廢除   | 比例議席廢除 | 77 / 77      | ▼ 1席； 第一大黨  | 朴正熙 |

### 引用
1. 1 2 3  . 聯合ニュース. 2011-2-26  [2011-12-10]. （原始内容存档于2025-06-06） （日语）.
2. 1 2 3  Youngmi Kim, The Politics of Coalition in Korea (Taylor & Francis, 2011) p. 22.
3. 1 2  . 中央日報. 1981-01-13  [2019-03-29]. （原始内容存档于2023-04-26） （韩语）.
4. 1 2  . 東亞日報. 1980-12-18: 1  [2025-03-14]. （原始内容存档于2025-06-06） （韩语）.
5. 1 2 3  Kohli, A. (2004). State-Directed Development: Political Power and Industrialization in the Global Periphery. Cambridge: Cambridge University Press. p. 92.
6. ↑   (PDF).   [2021-02-24]. （原始内容存档 (PDF)于2021-12-18） （韩语）.
7. 1 2  Kim, B. K. & Vogel, E. F. (eds.) (2011). The Park Chung Hee Era: The Transformation of South Korea. Harvard University Press. p. 125.
8. ↑  Kwak, Ki-Sung, , Routledge: 31, 2012
9. ↑  서중석. . 역사비평사. 2005. ISBN 9788976968029 （韩语）.
10. ↑  . 慶南大學校極東問題硏究所. 1995 （韩语）.
11. 1 2 3  朴钟锦. . 北京: 知识产权出版社. 2013. ISBN 978-7-5130-2476-1.
12. 1 2 3  王加丰. . 北京: 学苑出版社. 1999年2月. ISBN 7-5077-1479-9.
13. 1 2 3 4 5  董向荣. . 北京: 社会科学文献出版社. 2009年5月. ISBN 9787509707326.
14. ↑  . 東亞日報. 1963-08-31: 1  [2025-06-09] （韩语）.
15. ↑  朴昌根. . 《韩国研究论丛》. 2006年00期.
16. ↑  이상우, 《비록 박정희 시대 (1)》 (중원문화사, 1984) 146
17. 1 2 3  이상우, 《비록 박정희 시대 (1)》 (중원문화사, 1984) 147페이지
18. ↑  . 東亞日報. 1963-10-17: 1  [2025-05-07] （韩语）.
19. 1 2 3  朴昌根. . 上海: 同济大学出版社. 2012年5月. ISBN 9787560847979.
20. 1 2  马岩. . 《财经国家周刊》. 2013-01-21.
21. ↑  Day, Dong-Ching. . Asian Journal of Interdisciplinary Research. 2021, 4 (4): 54–61. doi:10.54392/ajir2147 .
22. ↑  Kohli, p. 27.
23. ↑   [New Democratic Party of Korea(Shin Min Dang)]. terms.naver.com.   [2019-05-20]. （原始内容存档于2020-12-10） （韩语）.
24. 1 2  . 東亞日報. 1967-05-05: 1  [2025-05-07] （韩语）.
25. 1 2  . 東亞日報. 1971-04-29: 1  [2025-05-07] （韩语）.
26. 1 2 3  周汉城. . 北京: 经济日报出版社. 2001年7月. ISBN 7801278887.
27. ↑  . 京鄉新聞. 1969-04-08: 1  [2011-08-02]. （原始内容存档于2025-06-06） （韩语）.
28. ↑  제6대 대통령 박정희. . 1969-04-11  [2025-03-14]. （原始内容存档于2025-03-24） （韩语）.
29. ↑  . 東亞日報. 1969-04-15: 1  [2011-08-02]. （原始内容存档于2025-06-06） （韩语）.
30. ↑  . 東亞日報. 1969-07-12: 1  [2011-08-02]. （原始内容存档于2025-06-06） （韩语）.
31. ↑  . 朝鮮日報. 1969-09-14: 1  [2025-05-09] （韩语）.
32. 1 2  . 每日經濟新聞. 1972-10-18: 1  [2025-05-07] （韩语）.
33. 1 2  方秀玉. . 上海: 上海辞书出版社. 2011年12月. ISBN 978-7-5326-3500-9.
34. ↑  . 每日經濟新聞. 1972-10-28: 1  [2025-05-07] （韩语）.
35. ↑  . 東亞日報. 1972-10-27: 1  [2025-05-08] （韩语）.
36. 1 2 3  . 東亞日報. 1972-10-27: 6  [2025-05-08] （韩语）.
37. ↑  . 京鄉新聞. 1979-10-27: 1  [2025-05-09] （韩语）.
38. ↑  . 朝鮮日報. 1980-05-18: 1  [2025-05-27] （韩语）.

### 來源
- 韓国史編纂委員会 金容権編著『朝鮮韓国近現代史事典』日本評論社（日语：日本評論社）
- 中央選挙管理委員会編『大韓民國政黨史　第1輯（1948～1972）』 （页面存档备份，存于）中央選挙管理委員会
- 尹景徹. . 木鐸社（日语：木鐸社）. 1986-11-30. NDLJP: 12173192.

## 外部連結
- 민주공화당에 대한 아픈 추억들 （页面存档备份，存于） - 오마이뉴스 2007년 12월 14일자